# Michael Szentei-Heise
Michael N. Szentei-Heise, eigentlich Mihály Nándor Szentei (geboren am 27. Oktober 1954 in Debrecen, Ungarn), ist ein ungarisch-deutscher Jurist und war vom 1. Dezember 1986 bis zum 1. April 2020 Verwaltungsdirektor der Jüdischen Gemeinde in Düsseldorf.

## Leben
Michael Szentei-Heise ist der Sohn der Auschwitz-Überlebenden Edith Szentei und stammt aus Ungarn. Als Elfjähriger kam er mit seiner Mutter nach Deutschland.
Größere Bekanntheit erlangte er unter anderem im Rahmen von Auseinandersetzungen um den Zug der Erinnerung und um Antisemitismus-Vorwürfe gegen den britischen Rockmusiker Roger Waters. Er hat auch den ersten Mottowagen einer jüdischen Gemeinde bei einem Rosenmontagszug (Rosenmontag, den 12. Februar 2018) in Düsseldorf mit dem Motto „Heinrich Heine, wir feiern den berühmtesten jüdischen Sohn unserer Stadt“ initiiert.
Wegen einer Äußerung Szentei-Heises im Zusammenhang mit dem Zug der Erinnerung erstattete der seinerzeitige Chef der Deutschen Bahn, Hartmut Mehdorn, Strafanzeige wegen Verleumdung und Beleidigung. Das Verfahren wurde von der Düsseldorfer Staatsanwaltschaft eingestellt.